# 丹麦国家女子冰球队
丹麦国家女子冰球队（丹麥語：Danske ishockeylandshold for kvinder）是丹麦的国家女子冰球队。该队代表丹麦参加国际冰球联合会舉辦的世界女子冰球锦标赛和其他国际赛事。该队由丹麦冰球联盟管理。丹麦国家女子冰球队於1992年首度參加世界女子冰球锦标赛。

## 外部鏈接
- 官方网站  （丹麥語）
- IIHF profile （页面存档备份，存于）